# 和歌山県道223号日置港線
和歌山県道223号日置港線（わかやまけんどう223ごう ひきこうせん）は、和歌山県西牟婁郡白浜町を通る一般県道である。

## 概要
日置港から西牟婁郡白浜町日置に至る。

### 路線データ
- 起点：和歌山県西牟婁郡白浜町日置（日置港）
- 終点：和歌山県西牟婁郡白浜町日置（日置大橋交差点、国道42号交点、和歌山県道37号日置川大塔線起点）
- 実延長：458 m

## 歴史
本路線は、道路法（昭和27年法律第180号）第7条の規定に基づき、一般県道として1983年（昭和58年）に認定された。

### 年表
- 1983年（昭和58年）2月1日 - 和歌山県が一般県道として日置港線を認定[1]。

## 地理

### 通過する自治体
- 和歌山県
  - 西牟婁郡白浜町

### 交差する道路
| 交差する道路                        | 交差する場所 | 交差する場所          |
| ----------------------------------- | ------------ | --------------------- |
| 国道42号 和歌山県道37号日置川大塔線 | 日置         | 日置大橋交差点 / 終点 |

### 沿線
- 日置港
- 日置川